# دار الحداد

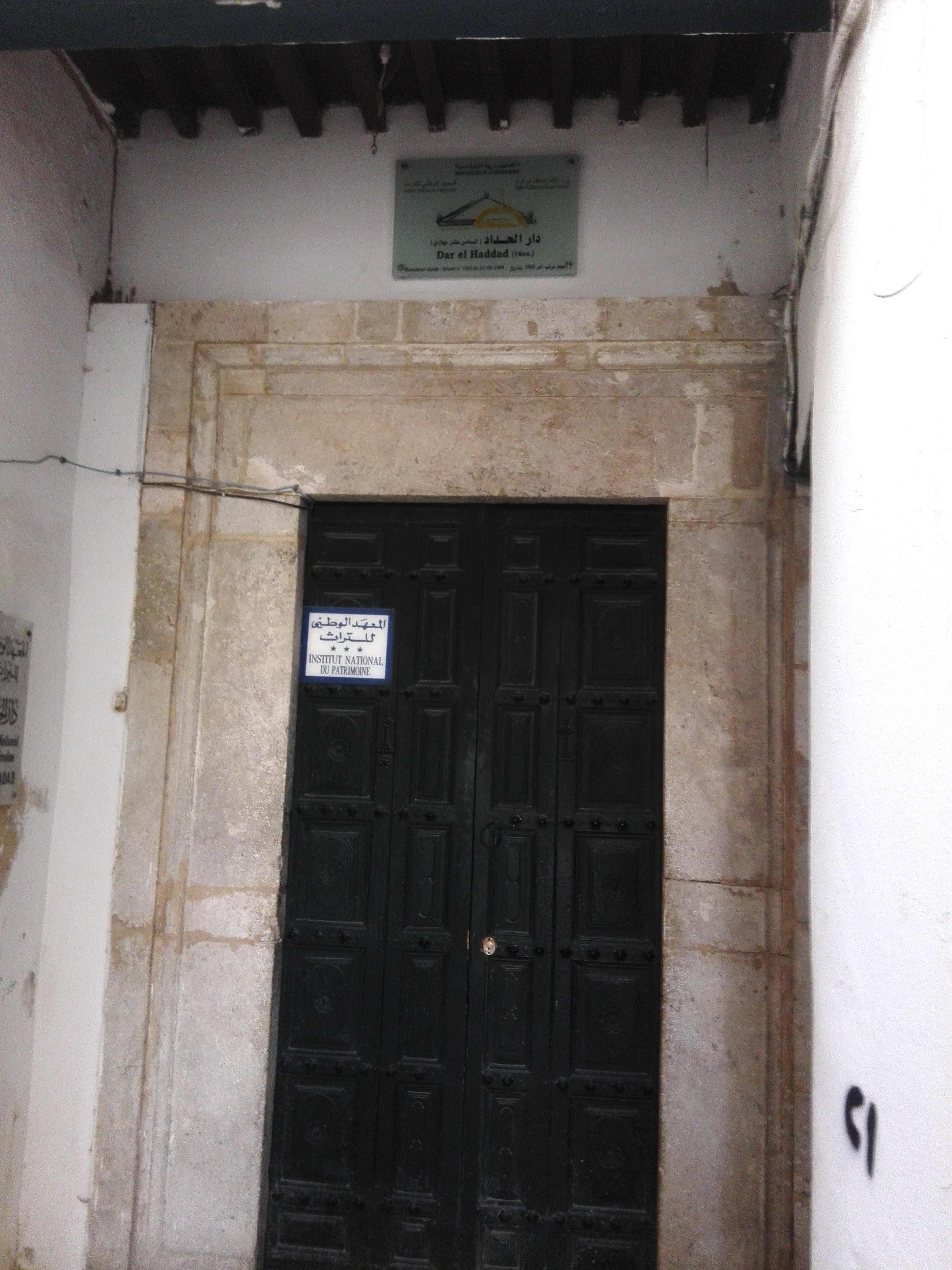
صورة للقصر

دار الحداد هي إحدى أقدم القصور التونسية الموجودة بالمدينة العتيقة بتونس العاصمة، وتعتبر معلما تونسيا. يقع هذا القصر في زنقة المدفعية  (رقم 9) في نهج القصر، وهو قريب من باب منارة .

## تاريخه
بني هذا القصر في القرن السادس عشر من طرف عائلة الحداد، وهي عائلة أندلسية استقرت بتونس. أصبح هذا القصر تابعا لبلدية تونس وأجريت له عدة أعمال صيانة من طرف المعهد الوطني للتراث سنة 1999، كما أصبح يصنف كمعلم تاريخي في نفس السنة.

## هندسته
تعتبر هندسة دار الحداد فريدة من نوعها مقارنة ببقية القصور. يؤدي مدخل المبنى إلى ممر خاص بمالك القصر وأفراد عائلت، وتمكن ثلاثة ممرات متداخلة من الوصول إلى ساحة تحيط بها أروقة من ثلاث جهات.